# République de Basse-Californie
Pour les articles homonymes, voir Basse-Californie et Californie (homonymie).
 (décembre 2013).

Drapeau de la république de Basse-Californie.

La république de la Basse-Californie est un État proclamé en 1853 par le flibustier américain William Walker, avec un groupe de 45 hommes et le soutien de quelque 200 habitants, sur la péninsule de Basse-Californie, au Mexique.

## Histoire
Le 15 octobre 1853, Walker commence sa première expédition de flibuste : la conquête des territoires mexicains de la Basse-Californie et de la Sonora. Il réussit à s'emparer de La Paz, capitale de la Basse-Californie, qui est alors un vaste territoire très peu peuplé. Il en fait la capitale de la nouvelle république de Basse-Californie, dont il se proclame président, et dote le nouvel État d'une constitution calquée sur celle de la Louisiane.
Bien qu'il n'ait jamais réussi à s'approprier la Sonora, il décide trois mois plus tard d'intégrer la Basse-Californie à une grande république de Sonora. Craignant des attaques de l'armée mexicaine, il déplace ses positions d'abord à Cabo San Lucas au sud, puis à Ensenada au nord. Le manque de soutien matériel, l'extrême aridité de la Basse-Californie et une résistance inattendue de la part des Mexicains contraignent Walker à battre en retraite.